# Rudolph Arnoldus Willem Cleveringa
Rudolph Arnoldus Willem Cleveringa (Rolde, 29 augustus 1903 – 22 juni 1975) was een Nederlands politicus.
Hij werd geboren als zoon van Heino Hermannus Brucherus Cleveringa (1874-1945, predikant) en Anna Geertruida Jacoba Wilhelmina Mesdag (1879-1966). In oktober 1923 ging hij als volontair werken bij de gemeentesecretarie van Kantens. Een jaar later werd hij bij die gemeente ambtenaar ter secretarie en in 1934 volgde hij daar H. Boss op als gemeentesecretaris. In mei 1945, kort na de bevrijding, werd Cleveringa de burgemeester van Kantens ter vervanging van de NSB-burgemeester. Hij zou die functie blijven vervullen tot zijn pensionering in 1968. Cleveringa overleed in 1975 na een verkeersongeval op 71-jarige leeftijd.